# Día y noche (Pixar)
Day and Night es un cortometraje animado de Pixar dirigido por Teddy Newton. El cortometraje se hizo para exhibirlo en cines antes de la película Disney·Pixar, Toy Story 3, y ha sido puesto en libertad para comprar en iTunes en los EE. UU..
A diferencia de otros cortos de Pixar, combina el estilo de animación 2D y 3D, el diseñador de producción, Don Shank de la película Up del mismo estudio, ha afirmado que es algo que Pixar no había producido antes.

## Argumento
Día y Noche son dos personajes muy curiosos. Dentro de Día, hay una escena con un sol en el centro y un campo solitario, y dentro de Noche, hay una luna en el centro y otro campo solitario. Lo que ocurre dentro de Día o de Noche expresa eventos normales que ocurren típicamente en el día o en la noche, respectivamente, y estos eventos a menudo se corresponden con las acciones o las emociones que los personajes Día o Noche expresan. Por ejemplo, cuando Día está feliz, tendrá un arco iris en su interior, y cuando Noche es feliz, tendrá fuegos artificiales en su interior.
Día y Noche se encuentran y al principio se sienten incómodos el uno del otro. Se convierten en celosos el uno del otro debido a los acontecimientos que ocurren en su interior, y terminan luchando en un momento en el corto plazo. Con el tiempo ven lo positivo en el otro y aprenden a gustarse. Al final de la película las cosas que vieron en el otro lo ven en ellos mismos, como el día se convierte en noche, y la noche se convierte en día.

## Producción
El corto utiliza un efecto de la combinación de la animación 2D y 3D, es el segundo cortometraje de Pixar que se parte de animación en 2D (Your Friend the Rat fue la primera). Las siluetas de ambos personajes están dibujados a mano y animados en 2D, mientras que las escenas dentro de sus siluetas se representan en 3D.
La voz utilizada en esta película es del Dr. Wayne Dyer y fue tomada de una conferencia que dio en la década de 1970. El director de la película incorpora las ideas tomadas de las conferencias de Dyer, a fin de demostrar que lo desconocido puede ser misterioso y bello, y no en todos tiene que ser algo que temer. Pixar en honor a Dyer le proporciona una proyección privada de la película.
La banda sonora fue creada por el compositor ganador de un Óscar, Michael Giacchino que también creó la música para Up, Ratatouille y Los Increíbles de Pixar.
Los interiores de los personajes animados por ordenador, el uso de una técnica de enmascaramiento permite a los personajes 2D a ser ventanas de un mundo 3D en su interior.

## Premios
Día y Noche es uno de los posibles candidatos al Mejor Cortometraje de Animación en los 83.os Annual Academy Awards. Día y noche ha sido nominado al mejor cortometraje en la 38.os Premios Annie.
- Datos: Q1179049
- Multimedia: Day & Night / Q1179049